# Courcôme
Courcôme är en kommun i departementet Charente i regionen Nouvelle-Aquitaine i västra Frankrike. Kommunen ligger  i kantonen Villefagnan som ligger i arrondissementet Confolens. År 2022 hade Courcôme 801 invånare.

## Befolkningsutveckling
Antalet invånare i kommunen Courcôme
Referens:INSEE